# Anna Tsivileva
Anna Evgenievna Tsivileva (em russo:  Анна Евгеньевна Цивилёва, transl. Anna Evgenʹevna Civilëva, née Putina, Путина; Ivanovo, 9 de maio de 1972) é uma funcionária do governo russo. Ela é prima em primeiro grau do presidente Vladimir Putin.
Em 2023, Putin a nomeou presidente de um fundo estatal para veteranos da invasão russa da Ucrânia. No ano seguinte, ela foi nomeada vice-ministra da Defesa.

## Biografia
Anna Tsivileva nasceu em 9 de maio de 1972 em Ivanovo em uma família de cirurgiões. Seu pai era Yevgeny Mikhailovich Putin (1933–2024), um urologista e primo de Vladimir Putin. Ela se formou na Academia Médica Estatal de Ivanovo com graduação em psiquiatria. A partir de 1996, trabalhou como psiquiatra no Hospital Psiquiátrico Bogorodskoye em Ivanovo.
Depois que Vladimir Putin se tornou presidente, ela se mudou para Moscou e começou a fornecer equipamentos médicos, trabalhando como gerente na empresa estatal Medtekhsnab e depois na empresa privada Digimed. Antes de 2023, Tsivilyova não tinha qualquer experiência militar conhecida ou relação com questões de defesa.
Em 3 de abril de 2023, Putin a nomeou presidente do recém-criado Fundo Estatal de Apoio aos Participantes da Operação Militar Especial "Defensores da Pátria".
Em 17 de junho de 2024, ela foi nomeada vice-ministra da defesa. Em 17 de agosto de 2024, o Ministério da Defesa britânico informou que Tsivilyova havia sido promovida ao cargo de Secretária de Estado do Ministério da Defesa, mantendo ainda seu papel como Vice-Ministra da Defesa. Nesta nova função, ela é a principal responsável pela relação do ministério com o legislativo russo e outros órgãos governamentais. 

## Vida pessoal
Tsivileva é casada com Sergey Tsivilyov, um ministro russo da energia e ex-governador da região de Kemerovo.

### Sanções
Em 2022, após a invasão russa da Ucrânia, Tsivilyova e sua empresa de mineração de carvão, JSC Kolmar Group, foram colocadas na lista de sanções do Reino Unido por terem "beneficiado significativamente" de seu relacionamento com Putin. No ano seguinte, Tsivilyova e a fundação “Defensores da Pátria” foram sancionadas pela União Europeia.